# 파트리크 오보모옐라
파트리크 오보모옐라(Patrick Owomoyela, 1979년 11월 5일, 함부르크 ~)는 독일의 전 축구 선수로, 과거에 뤼네부르커 SK, VfL 오스나브뤼크, SC 파더보른 07, 아르미니아 빌레펠트, 그리고 SV 베르더 브레멘을 거쳤다. 그는 독일 축구 국가대표팀 일원으로 활약한 적이 있으며 2005년 FIFA 컨페더레이션스컵 때에는 최종 엔트리에 포함되기도 하였다.

## 클럽 경력
오보모옐라는 풀백으로, 독일의 하부 리그에서 데뷔하였다. 2003년 그는 2. 푸스발-분데스리가에 속한 아르미니아 빌레펠트로 이적하였다.
빌레펠트 소속으로 2004-05 시즌 동안 우수한 활약을 펼친 오보모옐라는 독일의 명문 구단들의 관심을 받았고, 그는 2005-06 시즌을 앞두고 SV 베르더 브레멘의 일원이 되었다. 첫 시즌, 오보모옐라는 팀내 부동의 주전 라이트 백으로 활약하였으며, 브레멘은 그해 리그 준우승을 거두었다. 그러나, 다음 시즌에 클레멘스 프리츠가 합류한 뒤 오보모옐라는 부상과 기량 하락으로 주전 자리를 잃었다. 오보모옐라는 결국 2008-09 시즌을 앞두고 보루시아 도르트문트로 이적하였고, 그는 부활을 꾀하였다.

## 국가대표팀 경력
오보모옐라는 위르겐 클린스만이 주도한 국가대표팀의 아시아 투어에서 데뷔하였는데, 그는 첫 경기였던 2004년 12월 16일 요코하마에서 벌어진 일본과의 경기에서 풀타임으로 활약하며 팀의 3-0 승리에 일조하였다. 그는 대한민국과 태국과의 경기에서도 출전하였으며, 2006년 FIFA 월드컵에서도 예비 엔트리에 들었다. 그러나, 오보모옐라는 그 이후로 국가대표팀에 차출된 적이 없다.

## 개인
축구 기량 외에도, 오보모옐라는 농구선수이기도 한데, 그는 축구로 전향하기 전까지 독일 지역 리그에서 활약하였다. 그는 NBA 독일어 중계를 하기도 하였다. 그는 독일인 어머니와 나이지리아인 아버지 사이에서 태어났다.